# 小林唯
小林 唯（こばやし ゆい、1993年2月27日 - ）は日本で活動するミュージカル俳優である。兵庫県出身。元劇団四季所属。

## 来歴
大阪市立咲くやこの花高等学校演劇科の2期生として卒業後は建築関係の専門学校に進学。
在学中に観劇した劇団四季の『サウンド・オブ・ミュージック』に衝撃を受ける。
2012年に劇団四季研究生のオーディションを受け、合格。2013年に劇団四季研究所へ入所。
同年9月1日に自由劇場で開幕したコーラスラインのブッチ役が初舞台出演となった。
2023年12月31日付で劇団四季を退団したことを2024年1月1日に開設した自身のInstagramにて発表した。
2025年2月8日、自身初のインスタライブにて、ファンクラブ『Yui fam』の開設を発表。こだわりの木製会員証には、更に手書きで会員の氏名が記入される。ファン達からは腱鞘炎を心配する声があった。2月9日プレオープン、自身の誕生日2月27日には正式オープンと共にファンクラブミーティングの生配信を行った。
第2回ステージぴあ10にて『注目の俳優　演劇関係者選出』で名を挙げられた。サプライズ発表だったため「小林…まで信じてなかった。誰だろ小林さん誰だろと思ってた」と驚きを隠せなかった。「今まで頑張ってきてよかったなと思います。励みになるので、この気持ちを自信にしてこれからも頑張ります」と意気込みを見せた。

## 人物
・劇団四季に所属する三井莉穂は高校の1期先輩である。
・物持ちがとても良く、『芳雄のミュー #18』では中学生のころ母親に買って貰ったという革製ベルトを持参。年季が入り味のあるベルトを手に、プライベートではこれ以外使ったことがない、とのこと。

お茶目で天然な一面がある。

・Friends of Disney Concert 〜10th Anniversary〜夜の部にて、ヘアセット用のヘアピンを前髪につけたまま登壇してしまったことを最後の挨拶時に自ら暴露。ステージの巨大モニターに抜かれていたため会場の殆どが気付いており、「気付いた人は良いことがあります！」と明るく締めくくった。
・芳雄のミューFes.にて、事務所の先輩である井上芳雄と舞台初共演且つ初デュエットとなった。歌い終わった際の暗転の中、井上芳雄から求められた握手の手に自身のマイクを渡そうとしたことを直後のトークコーナーで井上本人から暴露される。
「マイク渡す流れなんてあったっけ？と思った（笑）」

## 出演作品

### 劇団四季所属時代
- コーラスライン（2013年） - ブッチ 役
- マンマ・ミーア（2013年） - アンサンブル
- ジョン万次郎の夢（2014年） - アンサンブル
- 赤毛のアン（2014年） - 郵便配達アール/チャーリー 役
- サウンド・オブ・ミュージック（2015年） - ロルフ役
- キャッツ（2015年） - スキンブルシャンクス 役[2]
- ガンバの大冒険（2016年） - ガンバ 役
- アラジン（2017年） - アラジン 役[3]
- パリのアメリカ人（2019年） - アンリ・ボーレル 役[4]
- ロボット・イン・ザ・ガーデン（2021年）- カトウ 役
- 美女と野獣（2023年）- ビースト 役

※括弧内の年は初出演年

### 劇団四季退団後
- ミュージカル『この世界の片隅に』（2024年5月 - 2024年7月、日生劇場 他）- 水原哲 役
- ミュージカル『レ・ミゼラブル』（2024年12月 - 2025年6月、帝国劇場 他）- アンジョルラス 役[5]
- ミュージカル『ジャージー・ボーイズ』（2025年8月 - 9月、シアタークリエ） - フランキー・ヴァリ 役[6][7]
- 1995117546（2025年12月〈予定〉、兵庫県立芸術文化センター 他）[8][9]

### コンサート・ライブ
・小林唯1st Concert『Link』（2024年8月24日、追加公演9月3日、有楽町 I’M A SHOW）
・『小林唯のGood Vibes★Talk&Songs』（2025年2月19日　ゲスト：山田健登、20日　ゲスト：石井一彰、Hakuju Hall）
- Friends of Disney Concert 〜10th Anniversary〜（2025年4月20日、東京国際フォーラム ホールA）[10]

・1st Fan Meeting（2025年5月18日：有楽町 I’M A SHOW、6月8日：ブリーゼプラザ小ホール）
・芳雄のミューFes.（2025年6月4日、NHKホール）
・Nostalgic Cabaret（2025年6月7日、シアタークリエ、ゲスト出演）
・山田健登 26歳になります！全員集合！（6月29日、恵比寿ザ・ガーデン・ルーム、二部ゲスト出演）
・カウントダウン ミュージカルコンサート 2025-2026（2025年12月31日、東京国際フォーラム ホールA）

### テレビ出演
・はやウタ（2024年9月30日、NHK、ミュージカル『アラジン』より『自慢の息子』歌唱）
・生放送！井上芳雄のミュージカルアワー『芳雄のミュー #18』（2024年11月6日、WOWOW、ミュージカル『レ・ミゼラブル』より『ABCカフェ、民衆の歌』歌唱）
・第2回ステージぴあ10（2025年2月28日配信）
・MUSIC FAIR（4月19日、フジテレビ、ジャージー・ボーイズメドレー）
・生中継！第78回トニー賞授賞式（6月9日、WOWOW、ジャージー・ボーイズメドレー）
・音楽の日2025（2025年7月19日、TBS）